# Российская книжная палата

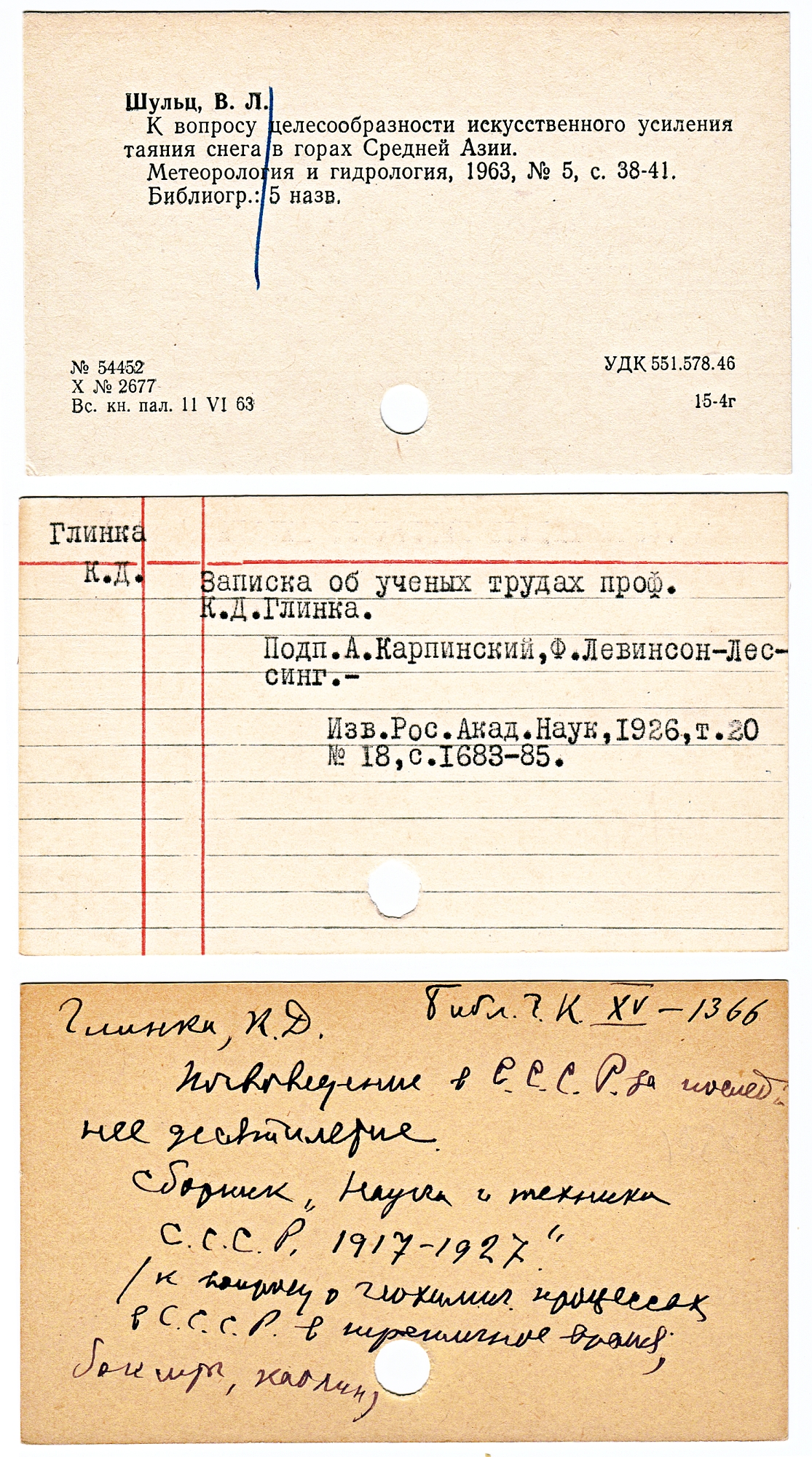
Библиографические карточки Всесоюзной книжной палаты и других организаций.

Росси́йская кни́жная пала́та (ранее Книжная палата, затем Всесоюзная книжная палата) — советская и российская организация библиографического и статистического учёта, сохранности печатных изданий всех типов и видов и информационного обеспечения книжного дела в России. Осуществляла регистрацию произведений печати, выпущенных на территории Российской Федерации, их архивное хранение, международную стандартную нумерацию, а также исследования в области книжного дела.
Полное наименование до 2013 года — Федеральное государственное бюджетное учреждение науки «Российская книжная палата». В 2013 году указом президента РФ реорганизована в форме присоединения к ИТАР-ТАСС в качестве филиал. В 2021 году распоряжением правительства РФ выведена из состава ИТАР-ТАСС, а ее функции переданы Российской государственной библиотеке.

## История
Проект создания палаты был предложен в начале XX века членами Русского библиологического общества и был связан с необходимостью реорганизации системы обязательного экземпляра изданий как базы для учёта отечественной книжной продукции и информационного обеспечения книжного дела.
Основана 27 апреля (10 мая) 1917 года в Петрограде постановлением Временного правительства «Об учреждениях по делам печати» как «Книжная палата». Первое в мире государственное учреждение, созданное специально для регистрации произведений печати для их библиографического и статистического учета.

### Российская центральная книжная палата
В 1920 году на основании декрета Совета народных комиссаров РСФСР «О передаче библиографического дела в РСФСР Народному комиссариату просвещения» от 30.06.1920 и Постановления Наркомата просвещения «Об обязательной регистрации произведений печати» от 03.08.1920 переведена в Москву и реорганизована в Российскую центральную книжную палату.

### Всесоюзная книжная палата
В 1936 году постановлением Президиума ЦИК СССР преобразована во Всесоюзную книжную палату, курирующую деятельность вновь образованных республиканских книжных палат.
С 1942 года занимала усадьбу Зотова на Кремлёвской набережной после пожара от бомбардировки здания Палаты в июле 1941 года на Новинском бульваре.
11 мая 1977 года Указом Президиума Верховного Совета СССР Всесоюзная книжная палата в связи с ее 60-летием награждена орденом «Знак Почёта» за активную работу по пропаганде книги и развитию государственной библиографии и статистики печати.
В декабре 1988 года произошел перевод национального фондохранилища обязательных экземпляров в новые два корпуса в Можайске.

### Российская книжная палата
С 1992 года палата носила наименование Российской книжной палаты.
С принятием 29 декабря 1994 года федеральных законов «О библиотечном деле» и «Об обязательном экземпляре документов» скорректированы и уточнены задачи и роль Книжной палаты в постсоветских условиях отмены цензуры и лицензирования издательской деятельности, а также повсеместного внедрения компьютерных технологий во всех сферах деятельности, включая издательскую, книготорговую и библиотечно-библиографическую.
Выделение государственных инвестиций в 2009 году в рамках реализации мероприятий Федеральной целевой программы «Культура России (2006—2011 гг.)» позволило РКП начать масштабную работу по оцифровке фондов Национального книгохранилища, насчитывающих десятки миллионов обязательных экземпляров всевозможных изданий.
В феврале 2013 года приказом главы Роспечати М. В. Сеславинского в Российской книжной палате был назначен новый и последний в ее истории генеральный директор — Е. Б. Ногина.
9 декабря 2013 года указом президента РФ № 894 палата реорганизована и передана в ИТАР-ТАСС как филиал. В 2017 году Российская книжная палата уже как филиал ИТАР-ТАСС отметила 100-летие.
С 2017 года в соответствии с очередной редакцией ФЗ-77 производители документов должны также предоставлять как обязательный экземпляр электронные макеты печатного издания, являющиеся страховыми цифровыми копиями, подлежащими хранению в составе электронного банка данных государственной библиографии.
В 2021 году Распоряжением Правительства РФ Палата выведена из состава ИТАР-ТАСС, а ее функции переданы РГБ. Планировалось, что объединение функций хранения национального фонда РКП и РГБ позволит построить единое современное книгохранилище, повысить качество хранения фонда и обслуживания читателей в историческом здании РГБ. РКП и РГБ являются получателями обязательных экземпляров печатных изданий в электронном виде. Оптимизация функций позволит ликвидировать систему «двух окон», при которой производители обязательных экземпляров печатных изданий в электронной форме направляли свои электронные файлы и в РКП, и в РГБ, и установить более рациональную систему «одного окна», что упростит процедуру сдачи обязательного электронного экземпляра для издателей и сформирует фонд российских изданий в электронном виде.

## Задачи
- государственная библиографическая регистрация и статистический учёт печатной продукции в России;
- исследования для практической деятельности по созданию государственной библиографии, а также обеспечению единых подходов к этому процессу в библиотеках и издательских организациях;
- обеспечение постоянного пополнения и функционирования Государственного архива печати России;
- пополнение хранилищ крупнейших библиотек страны на основе обязательного экземпляра;
- ведение системы государственных библиографических указателей по всем видам печатных изданий и выпуск их печатной и электронной версии;
- выпуск научного журнала «Библиография и книговедение» (до 2015 года — «Библиография») и книг различных серий;
- ведение российской части систем международной стандартной нумерации книг (ISBN) и нотных и музыкальных изданий (ISMN), а также сериальных изданий (ISSN);
- присвоение книгам индексов классификационных систем УДК и ББК (по запросам издателей);
- ведение универсального электронного банка библиографических и статистических данных и предоставление информационных услуг.

Основные задачи государственного библиографического и статистического учета определены Федеральным законом «Об обязательном экземпляре документов» № 77-ФЗ. Организация работ по распределению обязательного экземпляра определена в приказах Миникультуры РФ от 29 сентября 2009 года № 675 и от 10 октября 2022 года № 1896.

## Деятельность
Ежегодно обработку в технологическом режиме с использованием современных электронных средств проходят более 2,8 млн экземпляров изданий. Полученная информация доводится до потребителей (библиотек различного уровня и профиля, информационных органов, научно-исследовательских учреждений, архивов, редакций газет и журналов, издательств и пр.) путём распространения по подписке государственных библиографических указателей (летописей), карточек централизованной каталогизации, а также организации автоматизированного справочного обслуживания.
В качестве справочно-поискового аппарата используются электронные базы данных государственной библиографии и исторический Генеральный алфавитный каталог комплекса «Российская книжная палата», содержащий более 30 млн библиографических записей о произведениях печати, выпущенных в нашей стране с 1917 года.

### Получатели обязательного экземпляра изданий
В соответствии со статьёй 17 вышеупомянутого ФЗ-77 на Российскую государственную библиотеку возлагаются распределение и доставка обязательных федеральных экземпляров печатных изданий, фонограмм и видеофильмов в библиотечно-информационные организации в соответствии с утверждаемыми уполномоченным Правительством Российской Федерации федеральным органом исполнительной власти перечнем и правилами доставки.

### Государственные библиографические указатели и другие издания
К числу основных библиографических указателей РКП (т. н. «летописей»), охватывающих все виды поступающих на регистрацию изданий, относятся выпускаемые еженедельно «Книжная летопись», «Летопись журнальных статей» и «Летопись газетных статей»; ежемесячно — «Летопись авторефератов диссертаций» на соискание учёных степеней кандидатов и докторов наук, «Летопись рецензий»; ежеквартально — «Нотная летопись», «Летопись изоизданий», один раз в год — «Картографическая летопись». Важное место среди библиографических указателей занимает ежегодник «Книги Российской Федерации». Кроме того, ежегодно выпускается указатель «Библиография российской библиографии», а также «Летопись периодических и продолжающихся изданий. Новые, переименованные и прекращённые изданием газеты и журналы».
В период 2014—2022 годов библиографические указатели выходили под другими названиями в связи с проблемами правообладания. В 2023 году возвращены исторические названия.
Данные государственного статистического учёта выпускаемой печатной продукции публиковались в официальном издании — «Печать Российской Федерации в … году».
Статистические сведения публикуются в электронном виде по различным разрезам и регулярно передаются в Единую межотраслевую информационно-статистическую систему (ЕМИСС).
Кроме того, выпускается аналогичный по структуре и наполнению ежегодный статистический сборник «Печать стран-членов СНГ» на основе сбора сведений от соответствующих центров статистики в этих государствах.
Ранее подобного рода информация также регулярно направлялась для публикации в изданиях ЮНЕСКО «Statistical Yearbook» и «Index Translationum: переводные издания», но они фактически прекратили свое существование из-за все бо́льших расхождений в технологиях и принципах этой деятельности в разных странах.

### Численность сотрудников
По данным на конец 2021 года в Российской книжной палате работало около 200 человек. Наибольшее количество из них было занято в Национальном фондохранилище и в отделе приема обязательного экземпляра.
После реорганизации и включения Российской книжной палаты в состав РГБ численность ее бывших сотрудников несколько сократилась, а структура изменилась. Бо́льшая часть отделов, в том числе Национальное книгохранилище, образовали в составе РГБ комплекс «Российская книжная палата», а другая часть вошла в состав комплекса «Формирование фондов и национальная библиография».

## Руководители
- 1917 — Венгеров, Семён Афанасьевич
- 1920 — Боднарский, Богдан Степанович
- 1921 — Яницкий, Николай Фёдорович
- 1931 — Соловьёв, Василий Иванович
- 1940 — Коробов, Николай Сергеевич
- 1945 — Григорьев, Юрий Владимирович
- 1947 — Сеглин, Елизавета Владимировна
- 1948 — Куприянов, Трофим Игнатьевич
- 1954 — Кухарков, Николай Никанорович
- 1964 — Чувиков, Павел Андреевич
- 1974 — Фартунин, Юрий Иванович
- 1985 — Торсуев, Юрий Владимирович
- 1996 — Ленский, Борис Владимирович
- 2005 — Сироженко, Валерий Александрович
- 2013 — Ногина, Елена Борисовна

### «История Российской книжной палаты»
- История Российской книжной палаты. 1917—1935. Сост. Р. А. Айгистов, А. А. Джиго, С. А. Карайченцева и др. — М.: Изд-во РКП, 2006. — 448 с. — ISBN 5-901202-22-8.
- История Российской книжной палаты. 1936—1963. Сост. Р. А. Айгистов, А. А. Джиго, С. А. Карайченцева и др. — М.: Изд-во РКП; «Бук Чембэр Интернэшнл», 2006. — 448 с. — ISBN 5-901202-42-2.
- История Российской книжной палаты. 1964—2007. Сост. Р. А. Айгистов, А. А. Джиго, С. А. Карайченцева и др. — М.: Изд-во РКП; «Бук Чембэр Интернэшнл», 2007. — 448 с. — ISBN 978-5-901202-47-0.
- История Российской книжной палаты: архивные и статистические материалы. 1917—1963. Сост. Р. А. Айгистов, А. А. Джиго, С. А. Карайченцева и др. — М.: Изд-во РКП, 2007. — 448 с. — ISBN 978-5-901202-58-6.
- История Российской книжной палаты: архивные и статистические материалы. 1964—2006. Сост. Р. А. Айгистов, А. А. Джиго, С. А. Карайченцева и др. — М.: Изд-во РКП, 2007. — 448 с. — ISBN 978-5-901202-59-3.
- История Российской книжной палаты : вспомогательные указатели. Сост. С. А. Карайченцева, Е. М. Сухорукова. — М.: Изд-во РКП; «Бук Чембэр Интернэшнл», 2009. — 168 с. — ISBN 978-5-901202-64-7.